# 이수르 카툰
이수르(한국 한자: 也速兒,야속아, ? ~ 1260년 이후, 재위: 1256년 ~ 1260년)은 몽케 칸의 황후이다. 옹기라트(弘吉剌) 씨족으로, 몽케 칸의 정궁황후(正宮皇后)인 정절황후(貞節皇后)는 그녀의 언니이다.
데이 세첸의 증손녀로, 망가톤(忙哥陈)의 딸이다. 그의 대고모는 칭기즈 칸의 정비 보르테 카툰이다.
1256년 언니인 정절황후가 죽자 이수르가 몽케 칸의 정궁황후가 되었다.
| 전임 쿠툭타이 카툰 | 몽골 제국 황후 1256년 ~ 1260년 | 후임 차브이 카툰 |